# Musikåret 1896

## Händelser
- 1 februari – Giacomo Puccinis opera La Bohème uruppförs i Turin, Italien[1].
- 27 november – Richard Strauss dirigerar uruppförandet av sin tondikt Also sprach Zarathustra i Frankfurt.

## Födda
- 25 januari – Charles White, svensk musiker och skådespelare.
- 13 maj – Sonja Rolén, svensk skådespelare och sångare.
- 21 juli – Jean Rivier, fransk tonsättare.
- 27 juli – Ivar F. Andrésen, norsk operasångare (basbaryton).
- 2 december – Mike Mosiello, amerikansk jazztrumpetare.

## Avlidna
- 12 februari – Ambroise Thomas, 84, fransk tonsättare.
- 20 maj – Clara Schumann, 76, tysk tonsättare och pianist.
- 11 oktober – Anton Bruckner, 72, österrikisk tonsättare.
- 24 december – Anders Ljungqvist, 81, uppländsk spelman.

### Fotnoter
1. ↑  Budden, Julian (2002). Puccini: His Life and Works. Oxford University Press. sid. 494. ISBN 9780198164685